# Cuylen
Cuylen was een adellijke Zuid-Brabantse familie.

## Geschiedenis
De familie vond zijn oorsprong in Utrecht. Jonkheer Pierre-Grégoire Cuylen, heer van Tereecken en van Sint-Job-in-'t-Goor, was raadsheer en advocaat fiscaal bij de Raad van Brabant. Hij was getrouwd met Claire-Louise Felbier.
Twee zoons werden onder het Verenigd Koninkrijk der Nederlanden opnieuw in de adel opgenomen.
Joseph-Pierre Cuylen van 't Goor en Tereecken († 19 januari 1834) werd in 1816 in de erfelijke adel erkend en benoemd in de Ridderschap van de provincie Antwerpen. Hij bleef ongehuwd.
Emmanuel Pierre Louis Joseph Cuylen (Antwerpen, 11 december 1756 - Ekeren, 17 juni 1836) trouwde in 1786 met Marie-Alexandrine del Marmol (1762-1834). 
Hij was onder het ancien régime raadsheer in de Raad van Brabant en substituut-procureur-generaal bij deze Raad. Hij bleef de Oostenrijkers trouw en weigerde te zetelen tijdens de Brabantse Omwenteling. Hij vluchtte toen tijdelijk naar Trier. Tijdens de eerste Franse inval eind 1792 trok hij met zijn gezin naar Maastricht. Tijdens het Frans bewind vanaf 1794 was hij rechter en vervolgens raadsheer in het keizerlijk hof in Brussel en van 1807 tot 1811 was hij ook burgemeester van Ekeren. 
In het Verenigd Koninkrijk der Nederlanden was hij kamervoorzitter in het Hof van Beroep in Brussel. In 1823 werd hij erkend in de erfelijke adel. Hij zetelde als voorzitter in politieke processen (bisschop Maurice de Broglie, republikein Louis de Potter) zodat hij onvermijdelijk in 1830 als uitgesproken orangist werd afgezet. 
Het echtpaar had drie kinderen:
- Pierre Cuylen (Brussel, 1787 - Gestel, 1864) die stadssecretaris van Brussel werd en na 1830 naar Nederland vertrok, hoewel hij nog eigenaar bleef in Ekeren en in Sint-Job-in-'t-Goor.
- Theodore Cuylen (Trier, 1790 - Sint-Job-in-'t-Goor, 1835), infanteriekapitein.
- Marie-Louise Cuylen (Maastricht, 1792 - Ekeren, 1856).

Geen van hen trouwde en de familie doofde in 1864 uit.
De familie bezat in Ekeren een landgoed dat de naam Hof ter Cuylen droeg. Het werd later, naar nieuwe eigenaars, landgoed van de Put genoemd. Het werd in 1920 door de beheerders van de koekjesfabrieken De Beukelaer aangekocht, verkaveld en bebouwd met gegroepeerde eengezinswoningen. 
In 1867-1868 kwam in Ekeren een gods- en gasthuis Sint-Vincentius tot stand, dankzij een schenking van de erfgenamen Cuylen.